# Bandpassunterabtastung
Unter Bandpassunterabtastung versteht man die Unterabtastung eines kontinuierlichen bandbegrenzten Signales mit einer Abtastfrequenz, die kleiner als {\displaystyle 2\cdot f_{\text{max}}} ist und das Nyquist-Shannon-Abtasttheorem nicht erfüllt. Durch geschickte Wahl der Abtastfrequenz kann das kontinuierliche Signal in Bandpasslage ohne Informationsverlust im Basisband wiederhergestellt werden.
Der Vorgang der Bandpassunterabtastung kann auch als digitales Mischen bezeichnet werden und findet im Digital Down Converter Anwendung. Die Vorteile sind eine geringere Abtastrate, billigerer Analog-Digital-Umsetzer und geringeres Datenaufkommen. Nachteilig ist der Aufwand für das zwingend nötige und namensgebende analoge Bandpassfilter.

## Anwendungsbeispiel
Um UKW-Radiosender zwischen 88 MHz und 108 MHz zu empfangen, müsste die Abtastfrequenz nach dem Durchlaufen eines Anti-Aliasing-Filters (Tiefpass bei 108 MHz) bei mindestens {\displaystyle 2\cdot f_{\text{max}}}, also bei mindestens 216 MHz liegen. Entfernt man im analogen Signal alle nicht interessierenden Frequenzanteile unterhalb von 88 MHz und über 108 MHz mittels eines Bandpasses so kann das analoge Signal mit einer Bandbreite von 20 MHz mit etwas mehr als 40 MHz Abtastfrequenz vollständig und verlustfrei digitalisiert werden.

## Berechnung der möglichen Abtastfrequenzen

### Berechnung von mmax
{\displaystyle m_{\text{max}}=\operatorname {trunc} {\biggl (}{\frac {f_{\text{min}}}{f_{\text{max}}-f_{\text{min}}}}{\biggr )}=\operatorname {trunc} {\biggl (}{\frac {f_{\text{min}}}{B}}{\biggr )}}
fmin: niedrigste interessante Frequenz
fmax: höchste interessante Frequenz
B: Bandbreite des interessanten Frequenzbands
trunc: Abrunden, Abschneiden
Anschaulich gesehen sagt die Zahl mmax aus wie oft das gewünschte Spektrum zwischen 0 Hz und der niedrigsten interessanten Frequenz fmin „Platz“ hat.

### Wahl vonm
Um mögliche Abtastfrequenzen berechnen zu können, muss nun m (m ≤ mmax) gewählt werden oder eine Tabelle über alle m erstellt werden.
bei der Wahl von m ist folgendes zu beachten:
- m ist gerade: Das Signal ist nach der Abtastung in Regellage vorzufinden. Das heißt, die niedrigste Frequenz im analogen Signal ergibt auch die niedrigste Frequenz im Abgetasteten Signal.
- m ist ungerade: Das Signal ist nach der Abtastung in Kehrlage vorzufinden. Das heißt, die niedrigste Frequenz im analogen Signal ergibt im abgetasteten Signal die höchste Frequenz.
- Je größer m, desto geringer die resultierende Abtastfrequenz.
- Je größer m, desto genauer muss die Abtastfrequenz sein.

### Berechnung der möglichen Abtastfrequenzen
{\displaystyle f_{\text{smin}}={\frac {2f_{\text{max}}}{m+1}}}
{\displaystyle f_{\text{smax}}={\frac {2f_{\text{min}}}{m}}}
fsmin: minimale Abtastfrequenz
fsmax: maximale Abtastfrequenz

### Berechnung für das Beispiel UKW-Radio
{\displaystyle m_{\text{max}}=\operatorname {trunc} \left({\frac {88\,\mathrm {MHz} }{108\,\mathrm {MHz} -88\,\mathrm {MHz} }}\right)=\operatorname {trunc} \left({\frac {88\,\mathrm {MHz} }{20\,\mathrm {MHz} }}\right)=\operatorname {trunc} (4{,}4)=4}
| m | fsmin    | fsmax     | Bemerkung                   |
| - | -------- | --------- | --------------------------- |
| 0 | 216 MHz  | ∞         | Regellage, Nyquist-Frequenz |
| 1 | 108 MHz  | 176 MHz   | Kehrlage                    |
| 2 | 72 MHz   | 88 MHz    | Regellage                   |
| 3 | 54 MHz   | 58,67 MHz | Kehrlage                    |
| 4 | 43,2 MHz | 44 MHz    | Regellage                   |

Wenn das Signal in Kehrlage gewünscht ist (m muss ungerade sein) und m=3 gewählt wurde, (höchstmögliches ungerades m für niedrigste Abtastfrequenz) so kann die Abtastfrequenz zwischen 54 MHz und 58,67 MHz liegen, ohne dass dabei Informationen verloren gehen.
Wenn das Signal in Regellage gewünscht ist (m muss gerade sein) und m=4 gewählt wurde, (höchstmögliches gerades m für niedrigste Abtastfrequenz) so kann die Abtastfrequenz zwischen 43,2 MHz und 44 MHz liegen, ohne dass dabei Informationen verloren gehen.

### Graphische Veranschaulichung im Spektrum
Zur graphischen Darstellung muss das Originalspektrum mit ±fs (Samplefrequenz) und deren Oberwellen verschoben werden.
Berechnung:
- fs ± fmin und fs ± fmax
- -fs ± fmin und -fs ± fmax
- 2fs ± fmin und 2fs ± fmax
- -2fs ± fmin und -2fs ± fmax
- usw.

#### Graphik für m = 3

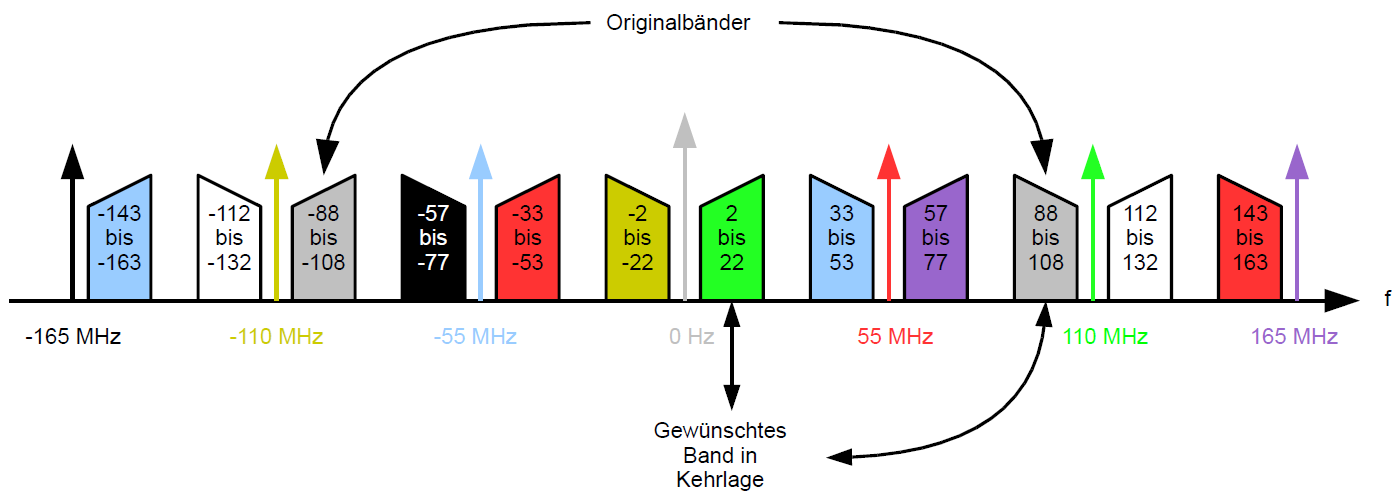
Spektrum für Bandpassunterabtastung für m = 3 und f_{s} = 55 MHz

Konkrete Rechnung für die positive Grundschwingung der Abtastfrequenz (gewählt: fs = 55 MHz; in der Abbildung rot):
Berechnung des oberen Bandes
- 55 MHz +  88 MHz = 143 MHz
- 55 MHz + 108 MHz = 163 MHz

Berechnung des unteren Bandes
- 55 MHz -  88 MHz = -33 MHz
- 55 MHz - 108 MHz = -53 MHz

#### Graphik für m = 4

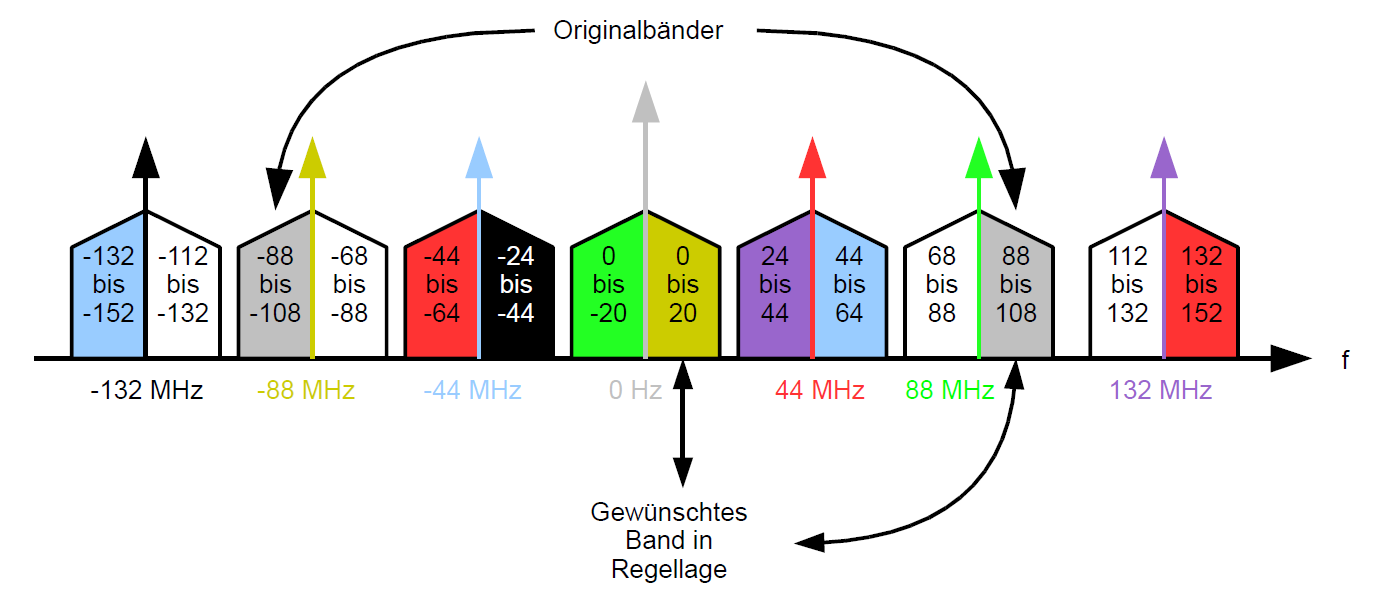
Spektrum für Bandpassunterabtastung für m = 4 und f_{s} = 44 MHz

Konkrete Rechnung für die positive Grundschwingung der Abtastfrequenz (gewählt: fs = 44 MHz; in der Abbildung rot):
Berechnung des oberen Bandes
- 44 MHz + 88 MHz = 132 MHz
- 44 MHz + 108 MHz = 152 MHz

Berechnung des unteren Bandes
- 44 MHz - 88 MHz = -44 MHz
- 44 MHz - 108 MHz = -64 MHz

Bei der Digitalisierung muss ein sogenanntes Sample-and-Hold-Glied eingesetzt werden, welches ein Ausleseintervall hat, das so eng ist, wie es für eine Abtastung mit 2·fmax (im konkreten Beispiel also 216 MHz) benötigt wird.